# Pycnomerus parvulus
Pycnomerus parvulus is een keversoort uit de familie somberkevers (Zopheridae). De wetenschappelijke naam van de soort werd in 1921 gepubliceerd door Thomas Broun.